# 甘文鋒
甘文鋒（英語：Kam Man-fung；1982年12月20日－），現任香港屯門區議會地區委員會議員，曾任屯門區議會富新選區議員，新民黨成員、中央委員及青年委員首任主席，香港青年時事評論員協會會董及新創見公共事務研究中心執行委員。

## 簡歷
中學就讀觀塘瑪利諾書院，香港中文大学語言学与现代語言系学士，香港科技大學人文學哲學碩士及香港大学公共行政學碩士。曾担任屯門区区议员，新民党青年委员会主席、中委、香港青年時事評論員協會會董、JCL副主席等职务，新民党創党成员。
2015年香港區議會選舉，因應富新六人角逐一席的混戰場面（而鄰區樂翠亦有六人參選）。除龍更新角逐連任外，執業大律師李世強、上屆區議會選舉投奔何君堯陣營在蝴蝶選區敗選的前區議員戴賢招亦參選，新民黨派出社區主任甘文鋒，更在富健花園開設辦事處爭取票源，另外新屯門中心現任業主立案法團主席及副主席何英生、張偉球亦因法團內訌而加入戰團。自2012年新屯門中心發生大維修爭議事件，由於外牆維修費用不菲，業主持不同意見分化為支持和反對兩派。當時法團主席龍更新因為「縮沙」而流失部分票源，更有傳他搬離新屯門中心，但仍然角逐連任，招來多方圍攻。更特別的是該區並無泛民主派人士（泛民區選聯盟未有認可本區的任何一位候選人）出選。最後選舉結果出人意表，在混戰下新民黨甘文鋒以過半的51%得票(2493票)擊敗角逐連任的龍更新及另外四位候選人而當選，龍更新只獲676票，得票更不及另一名獨立民主派張偉球的920票。
2016年香港立法會選舉，與田北辰合组名單出選新界西選區，排在名單第四位。
2019年香港區議會選舉，甘文鋒不敵首次參選的富新一代李家偉，以38%得票(3599票)落敗。
2023年香港區議會選舉，甘文鋒於地區委員會界別以140票成功當選。
| 政党   | 政党     | 候选人    | 票数  | %     | ±      |
| ------ | -------- | --------- | ----- | ----- | ------ |
|        | 富新一代 | ①. 李家偉 | 5,486 | 60.39 | 不適用 |
|        | 新民黨   | ②. 甘文鋒 | 3,599 | 39.61 |        |
| 多数票 | 多数票   | 多数票    | 1,887 | 20.77 | 不適用 |

| 政党   | 政党             | 候选人    | 票数  | %     | ± |
| ------ | ---------------- | --------- | ----- | ----- | - |
|        | 新界社團聯會     | ①. 龍更新 | 676   | 13.84 |   |
|        | 無黨派           | ②. 李世強 | 179   | 3.67  |   |
|        | 城鄉居民共和協會 | ③. 戴賢招 | 445   | 9.11  |   |
|        | 獨立民主派       | ④. 張偉球 | 920   | 18.83 |   |
|        | 新民黨           | ⑤. 甘文鋒 | 2,493 | 51.03 |   |
|        | 無黨派           | ⑥. 何英生 | 172   | 9.52  |   |
| 多数票 | 多数票           | 多数票    | 1,573 | 32.20 |   |